# LaTeX
LaTeX (/ˈlɑːtɛx/ LAH-tekh hoặc /ˈleɪtɛx/ LAY-tekh), cách điệu trong hệ thống là LaTeX là một hệ thống phần mềm để soạn thảo tài liệu. Khi viết, người viết sử dụng văn bản thuần túy, thay vì văn bản có định dạng có trong các trình soạn thảo văn bản "What You See Is What You Get" như Microsoft Word, LibreOffice Writer và Apple Pages. Người viết sử dụng các quy ước gắn thẻ ngôn ngữ đánh dấu để xác định cấu trúc chung của tài liệu (chẳng hạn như bài báo, sách và thư), để cách điệu văn bản trong toàn bộ tài liệu (chẳng hạn như in đậm và in nghiêng) và thêm trích dẫn và tham chiếu chéo. Các bản phân phối của TeX như TeX Live hoặc MikTeX được sử dụng để tạo tệp đầu ra (chẳng hạn như PDF hoặc DVI) phù hợp để in hoặc phân phối kỹ thuật số.
LaTeX được sử dụng rộng rãi trong môi trường hàn lâm, học thuật để truyền thông và xuất bản các tài liệu khoa học trong nhiều lĩnh vực, bao gồm toán học, thống kê, khoa học máy tính, kỹ thuật, vật lý, kinh tế học, ngôn ngữ học, tâm lý học định lượng, triết học và khoa học chính trị. Nó cũng có một vai trò nổi bật trong việc chuẩn bị và xuất bản các sách và bài báo chứa các tài liệu đa ngôn ngữ phức tạp, chẳng hạn như tiếng Phạn và tiếng Hy Lạp. LaTeX sử dụng chương trình sắp chữ TeX để định dạng đầu ra của nó và bản thân nó được viết bằng ngôn ngữ macro TeX.
LaTeX có thể được sử dụng như một hệ thống chuẩn bị tài liệu độc lập hoặc như một định dạng trung gian. Ví dụ, ở vai trò thứ hai, nó đôi khi được sử dụng để dịch DocBook và các định dạng dựa trên XML khác sang PDF. Hệ thống sắp chữ cung cấp các tính năng xuất bản trên máy tính để bàn có thể lập trình và các phương tiện mở rộng để tự động hóa hầu hết các khía cạnh của việc sắp chữ và xuất bản trên máy tính để bàn, bao gồm đánh số và tham chiếu chéo các bảng và hình, tiêu đề chương và phần, bao gồm đồ họa, bố cục trang, lập chỉ mục và thư mục.
Giống như TeX, LaTeX bắt đầu như một công cụ soạn thảo cho các nhà toán học và khoa học máy tính, nhưng ngay từ khi mới phát triển, nó cũng đã được các học giả sử dụng, những người cần viết các tài liệu bao gồm các biểu thức toán học phức tạp hoặc các chữ viết không phải Latinh, chẳng hạn như tiếng Ả Rập, Devanagari và tiếng Trung.
LaTeX nhằm cung cấp một ngôn ngữ đánh dấu mô tả, cấp độ cao giúp tiếp cận giá trị của TeX theo cách dễ dàng hơn cho người viết. Về bản chất, TeX xử lý mặt bố cục, trong khi LaTeX xử lý mặt nội dung để xử lý tài liệu. LaTeX bao gồm một bộ sưu tập các macro TeX và một chương trình để xử lý tài liệu LaTeX và vì các lệnh định dạng TeX thuần túy là cơ bản, nó cung cấp cho tác giả các lệnh sẵn sàng cho các yêu cầu về định dạng và bố cục như tiêu đề chương, chú thích cuối trang, tham chiếu chéo và thư mục .
LaTeX ban đầu được viết vào đầu những năm 1980 bởi Leslie Lamport tại SRI International. Phiên bản hiện tại là LaTeX2e (cách điệu là LaTeX2ε). LaTeX là phần mềm miễn phí và được phân phối theo Giấy phép Công cộng Dự án LaTeX (LPPL).

## Ví dụ
Ví dụ dưới đây cho thấy đầu vào LaTeX và đầu ra tương ứng: 
| Đầu vào | Đầu ra |
| --- | ------ |
| \documentclass{article} % Bắt đầu một bài báo \usepackage{amsmath} % Khai báo gói lệnh làm việc trong môi trường toán học \title{\LaTeX} % Tiêu đề \begin{document} % Bắt đầu một tài liệu \maketitle \LaTeX{} is a document preparation system for the \TeX{} typesetting program. It offers programmable desktop publishing features and extensive facilities for automating most aspects of typesetting and desktop publishing, including numbering and cross-referencing, tables and figures, page layout, bibliographies, and much more. \LaTeX{} was originally written in 1984 by Leslie Lamport and has become the dominant method for using \TeX; few people write in plain \TeX{} anymore. The current version is \LaTeXe. % Đây là nhận xét, không hiển thị trong đầu ra % Phần dưới cho thấy khả năng sắp xếp các biểu thức của LaTeX: \begin{align} E_0 &= mc^2 \\ E &= \frac{mc^2}{\sqrt{1-\frac{v^2}{c^2}}} \end{align} \end{document} |        |

 Lưu ý phương trình cho {\displaystyle E} (được đánh dấu trong mã ví dụ) đã được sắp thẳng hàng dấu bằng bởi đánh dấu:
E &= \frac{mc^2}{\sqrt{1-\frac{v^2}{c^2}}}

trong đó căn bậc hai được biểu thị bằng "\sqrt{đối số}" và các phân số là "\frac{tử số}{mẫu số}".

## Phần mềm

### Trình soạn thảo
Có thể soạn thảo và chỉnh sửa với bất kỳ trình soạn thảo nào và biên dịch bằng câu lệnh, tuy nhiên cũng có một số phần mềm chuyên dụng dành cho soạn thảo, bắt lỗi cú pháp, và biên dịch như:
- Texmaker, TeXworks, TeXstudio dành cho hầu hết các hệ điều hành
- GNOME LaTeX, Setzer, Kile dành cho GNU/Linux và BSD
- WinEdt, WinShell, TeXnicCenter dành cho hệ điều hành Windows
- Trình soạn thảo trực tuyến: Overleaf, CoCalc, Fidus Writer.
- Các tiện ích: AUCTeX dành cho Emacs, vim-latex dành cho Vim, LaTeX Workshop[10] dành cho Visual Studio Code

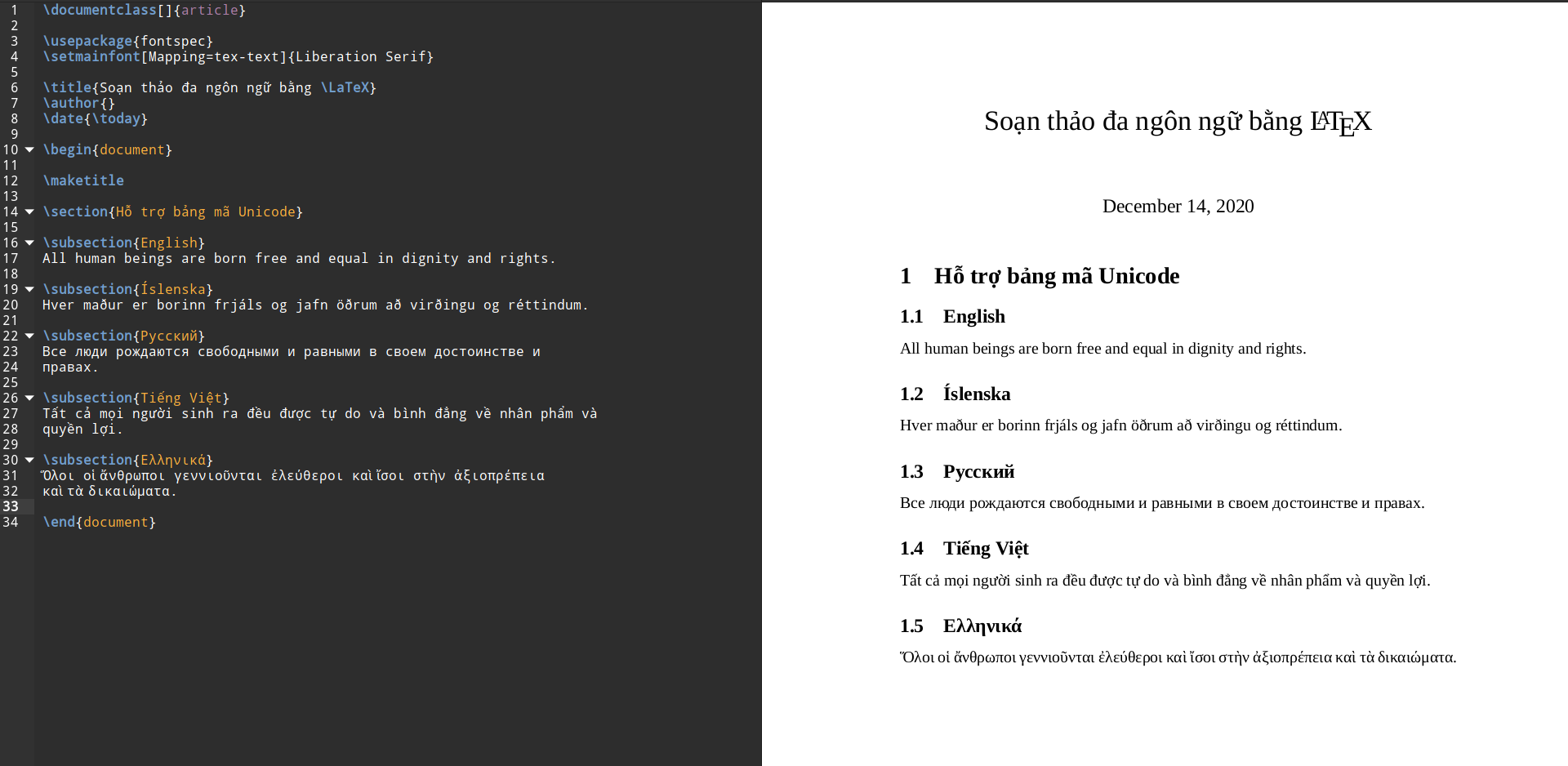
Ví dụ soạn thảo đa ngôn ngữ bằng LaTeX trên Setzer và biên dịch bằng XeTeX

### Soạn thảo tiếng Việt
Hiện nay đa số các chương trình dịch đều hỗ trợ biên dịch đa ngôn ngữ trong đó có tiếng Việt. Có thể sử dụng bảng mã Unicode cho định dạng tập tin soạn thảo.

## Biên dịch và xuất bản
Các gói phân phối phần mềm như TeX Live, MacTeX và MiKTeX đều hỗ trợ biên dịch bằng các công cụ thông dụng hiện nay pdfTeX, LuaTeX, XeTeX. Cả ba công cụ này đều hỗ trợ Unicode và biên dịch các tập tin có chứa ngôn ngữ tiếng Việt.
- pdfTeX có thể biên dịch trực tiếp ra định dạng PDF. Tuy nhiên, pdfTeX đã ngưng phát triển và đang dần thay thế bởi LuaTeX hay XeTeX.
- LuaTeX hỗ trợ soạn thảo và thông dịch các câu lệnh viết bằng ngôn ngữ Lua. Tuy nhiên trình biên dịch này chậm hơn so với pdfTeX và XeTeX.
- XeTeX hỗ trợ soạn thảo và biên dịch trực tiếp bằng đa ngôn ngữ, trong đó có tiếng Việt. Trình biên dịch này có thể biên dịch ra định dạng PDF thông qua bước biên dịch trung gian dưới định dạng DVI bằng công cụ xdvipdfmx, hỗ trợ đa nền tảng.